# Шиповки-щётки
«Шиповки-щётки» (англ. brush spikes) — обиходное название вида легкоатлетических шиповок, подошвы которых для лучшего сцепления с дорожкой были усеяны десятками маленьких острых иголок, делавших их похожими на щётку для вычёсывания домашних животных.
Пробная партия в количестве 200 пар выпущена фирмой «Пума» в конце 1960-х годов. В настоящее время являются раритетом. 
Шиповки имели прорезиненную подошву с 68 маленькими металлическими шипами. Они получили широкую известность во время отборочного турнира в олимпийскую сборную США 1968 года в Эхо-Саммит и предшествовавших им предотборочным (англ. pre-Trials) соревнованиям, где в шиповках этого типа были показаны три результата, превышающие официальные мировые рекорды. Все три рекорда не были ратифицированы под предлогом использования рекордсменами нестандартной обуви (по правилам ИААФ стандартные шиповки не должны были иметь более 8 шипов). Высказывались предположения, что решение об отказе от ратификации рекордов принято под давлением фирмы «Адидас», главного конкурента фирмы «Пума» на рынке спортивной обуви.
Мировые рекорды, установленные в 1968 году в «шиповках-щётках» фирмы «Пума»
| Время             | Эл.               | Рекордсмен        | Страна            | Стадион           | Дата              | Примечания        |                   |
| Бег на 200 метров | Бег на 200 метров | Бег на 200 метров | Бег на 200 метров | Бег на 200 метров | Бег на 200 метров | Бег на 200 метров | Бег на 200 метров |
| ----------------- | ----------------- | ----------------- | ----------------- | ----------------- | ----------------- | ----------------- | ----------------- |
| 19,7              | 19,92             | Карлос, Джон      | США               | Эхо-Саммит        | 12.09.1968        | Подробнее         |                   |
| Бег на 400 метров |                   |                   |                   |                   |                   |                   |                   |
| 44,4              | —                 | Мэттьюз, Винсент  | США               | Эхо-Саммит        | 31.08.1968        | [ 2 ]             |                   |
| 44,0              | 44,06             | Эванс, Ли         | США               | Эхо-Саммит        | 14.09.1968        | Подробнее         |                   |

Представления о решающем преимуществе новых шиповок были рассеяны в том же году на Олимпийских играх в Мехико, где в обеих дисциплинах с использованием стандартных шиповок были показаны более высокие результаты.
Мировые рекорды на дистанциях 200 и 400 метров, установленные в 1968 году в стандартных шиповках
| Время             | Эл.               | Рекордсмен               | Страна            | Стадион           | Дата              | Примечания        |                   |
| Бег на 200 метров | Бег на 200 метров | Бег на 200 метров        | Бег на 200 метров | Бег на 200 метров | Бег на 200 метров | Бег на 200 метров | Бег на 200 метров |
| ----------------- | ----------------- | ------------------------ | ----------------- | ----------------- | ----------------- | ----------------- | ----------------- |
| 19,8              | 19,83             | Смит, Томми (легкоатлет) | США               | Мехико            | 16.10.1968        | Подробнее         |                   |
| Бег на 400 метров |                   |                          |                   |                   |                   |                   |                   |
| 43,8              | 43,86             | Эванс, Ли                | США               | Мехико            | 18.10.1968        | Подробнее         |                   |